# BCC集团
BCC集團（英語：Business Connect China Group）或BCC全球（英語：BCC Global）又称上海商霖華通投資諮詢有限公司，是總部設在上海，在美國紐約、印度以及韓國首爾均設有分公司。董事長是斯坦福大學計算機工程專業畢業的華裔美國人Chang Zhao。他開發了中華圈內供應網管理技術項目，並出任CTO。共同創業者是斯坦福大學、哈佛MBA、UC出身的美籍臺灣人Ted Lin。主要業務是向美國、韓國、日本、歐洲、印度大企業提供關於中國市場的研究信息。BCC集團的副總經理是韓國人Winston Kim，全球職員大多數是80後和90後。在大中華區，《財富》世界500強企業是主要客戶。與麥肯錫&company、波士頓諮詢集團等英美圈代表性諮詢企業也簽訂了協議。 在韓國，大企業（財閥）是主要顧客。